# Лоран Ламот
Лора́н Ламо́т (фр. Laurent Lamothe; нар. 14 серпня 1972) — гаїтянський політичний діяч, прем'єр-міністр країни з 16 травня 2012 до 14 грудня 2014 року.
За часів свого прем'єрства був одним із наймолодших керівників держав світу.

## Життєпис

### Ранні роки
Народився в Порт-о-Пренсі 14 серпня 1972 року. Його батько — Луї Ламот — доктор іспанської літератури й засновник Інституту Лопе де Вега, мати — художниця Жизлен Фортуні Ламот. Лоран зростав у середовищі, близькому до науки, спорту й мистецтва. Старший брат Лорана, Рубен, деякий час був капітаном національної збірної з тенісу. Сам Лоран також займався цим видом спорту — у складі збірної він перебував у 1994 та 1995 роках і виступав у Кубку Девіса.

### Підприємницька діяльність
Завершити навчання Ламот вирішив за межами Гаїті. Закінчив приватний католицький університет Баррі в Маямі. Там він здобув ступінь бакалавра політології. Потім він переключився на ділове управління: ступінь магістра він здобував саме за цією спеціальністю. Під час навчання зарекомендував себе захопливим і талановитим студентом, а також доволі комунікабельною особою в цілому. Невдовзі після закінчення Університету став одним із засновників телекомунікаційної компанії «Global Voice Group». На самому початку компанія працювала у порівняно невеликому сегменті ринку; нині «GVG» є одним з найбільших постачальників різноманітних технологічних рішень на ринки країн, що розвиваються. Саме за допомоги компанії Ламот приніс сучасні телекомунікаційні технології до Африки, що, в свою чергу, принесло йому в травні 2008 року звання «Підприємець року». Не залишився Лоран Ламот осторонь і від суспільно-політичного життя Гаїті, що, зрештою, привело його на пост спеціального консультанта при президенті Мішелі Мартейї. Щоб домогтись більшого й уникнути можливого конфлікту інтересів, Ламот залишив підприємницьку діяльність і більше до неї не повертався.

### Політична діяльність
У вересні 2011 року Ламот і колишній президент США Білл Клінтон очолили Президентську раду з економічного розвитку й інвестування в Гаїті, створену президентом Мартейї. Припускалось, що діяльність такої ради зможе допомогти розвитку Гаїті шляхом залучення іноземних інвесторів. З 24 жовтня 2011 року Ламот отримав ще більш високу посаду — він став міністром закордонних справ. Цей пост він займав до 6 серпня 2012 року. На той момент він розглядався, як компетентний та енергійний міністр і талановитий підприємець, який зможе легко застосувати свої таланти на користь країні. В березні того ж року президент Мартейї запропонував йому зайняти пост прем'єр-міністра країни.
Після тривалих дебатів стосовно національності низки політичних діячів-гаїтян було видано спеціальний звіт, в якому йшлося, що з приводунаціональності Ламота жодних питань не лишилось, і 10 квітня 2012 року Сенат ухвалив висування Ламота. Ухвалили кандидатуру Лорана Ламота і в Палаті депутатів, та з 16 травня він очолив уряд, замінивши Гаррі Коніля.
Восени 2012 року Гаїті сильно постраждав від урагану Сенді, й голова уряду попрохав світову спільноту «підтримати зусилля Гаїті з порятунку життів і майна». Жертвами урагану стали понад 140 осіб. Серед країн Карибського регіону найбільше від урагану постраждали Куба та Гаїті. На острові ще не завершилось відновлення після руйнівного землетрусу 2010 року.
Подав у відставку 14 грудня 2014 року — за особистими причинами. Виконувачем обов'язків президент Мішель Мартейї назначив міністра охорони здоров'я Флоранс Дюперваль Гійом (Florence Duperval Guillaume), а 25 грудня на цю посаду призначено Еванса Поля.